# Gambiai dalasi
A dalasi Gambia hivatalos fizetőeszköze.

## Bankjegyek

### 2015-ös sorozat
2015. február 25-én mutatta be Yahya Jammeh elnök (diktátor) a dalasi új bankjegysorozatának első, polimer emlékbankjegyét, a 20 dalasist. Az új sorozat kisebb méretű lesz, mint a korábbi, és az elnök arcképe lesz az előlapokon. A bankjegyeket a De La Rue nyomtatja. Az új sorozattal új címletet, a 200 dalasist is bevezették. 2017-ben azonban megbuktatták a diktátor, és 2018-ban új bankjegysorozatot bocsátanak ki.
2018-ban a 2015 előtti bankjegyek közül az 50 és a 100 dalasis bankjegyet újra kiadták, miközben az új bankjegycsaládot is nyomtatják.

### 2019-es sorozat
2019. augusztus 6-án új bankjegysorozatot bocsátottak ki, amelyeken madarak képei láthatóak.

### Emlékbankjegyek
| Névérték  | Méret       | Szín | Leírás                               | Leírás     | Dátumok          | Dátumok          | Megjegyzés                                |
| Névérték  | Méret       | Szín | Előoldal                             | Hátoldal   | nyomtatás        | kibocsátás       | Megjegyzés                                |
| --------- | ----------- | ---- | ------------------------------------ | ---------- | ---------------- | ---------------- | ----------------------------------------- |
| 20 dalasi | 144 x 75 mm | zöld | Yahya Jammeh, krokodil, fák, madarak | Állam Háza | 2014. július 22. | 2015. március 2. | a július 22-ei forradalom 20. évfordulója |